# William Charles Ross
Pour les articles homonymes, voir Ross.
William Charles Ross (Londres, 1794-1860) est un peintre miniaturiste anglais du XIXe siècle, considéré comme un des meilleurs de son époque.

## Biographie
Sir William Charles Ross est récompensé par le premier prix de la Société des arts à l’âge de treize ans. Il étudie tout d’abord à la Royal Academy sous l'égide de Benjamin West puis parfait son apprentissage auprès d’Andrew Robertson avec lequel il entretient longtemps une amitié sincère.
Ross expose à la Royal Academy de 1809 à 1859 et acquiert rapidement un très vif succès. Sa clientèle s'étend de la cour d’Angleterre à une grande partie de l’aristocratie, de la bourgeoisie aisée, ainsi qu’à un certain nombre de monarques Européens. Il devient le miniaturiste attitré de la reine Victoria en 1837. Il peint également des personnalités de passage. En 1838, il est associé de la Royal Academy dont il devient membre à part entière en 1843. Il est anobli cette même année. Il nous laisse encore le portrait du roi Louis-Philippe et de Madame Adélaïde à Saint-Cloud (1841). 
Ross peint à l’aquarelle et à la gouache sur différents supports (porcelaine, textile, bois) mais principalement sur ivoire, parfois de grande taille, tel le portrait de Napoléon III qu'il a réalisé sur une plaque mesurant 45 × 34 centimètres. Ses peintures, fines et délicates, obtenues par l’addition de quantités importantes de gomme arabique, intensifient la transparence et la luminosité des parties non peintes de l’ivoire. Le rendu de la carnation s'en trouve très proche de la peau humaine. Ses œuvres, bien composées, équilibrées et parfaitement réalisées ne souffrent d’aucun défaut : les mains sont idéalement dessinées, l’expression des visages reflète une vie intense.
Ross a peint l' Œil de Marie-Clémentine, archiduchesse d'Autriche, princesse de Salerne (1798-1881), en 1855, et l'Œil de S.A.R. la princesse de Salerne, mère de la duchesse d'Aumale. Ces deux œuvres comptent parmi celles qui sont particulièrement fines.
Ross nous a légué des portraits magnifiques comme celui de Marie Caroline de Bourbon-Siciles, duchesse d'Aumale (1822-1869) avec ses enfants Louis, prince de Condé (1845-1866) et François, duc de Guise (1854-1872) accompagnés de leur chien Dash. Cette aquarelle et gouache sur une plaque d'ivoire mesure 29,2 × 22,3 centimètres. Elle fait actuellement partie de la Windsor Royal Collection. Cette miniature fut probablement offerte à la reine Victoria, qui de son côté avait coutume d'offrir des miniatures à sa cousine la duchesse d'Aumale pour son anniversaire, le portrait d'Adélaïde-Eugénie-Louise d'Orléans dite Madame Adélaïde ou bien encore celui de Louis-Philippe,.
William Ross a également réalisé de très beaux et fins dessins au crayon.
Il décède à Londres, âgé de 66 ans.